# St. Laurentius (Füttersee)

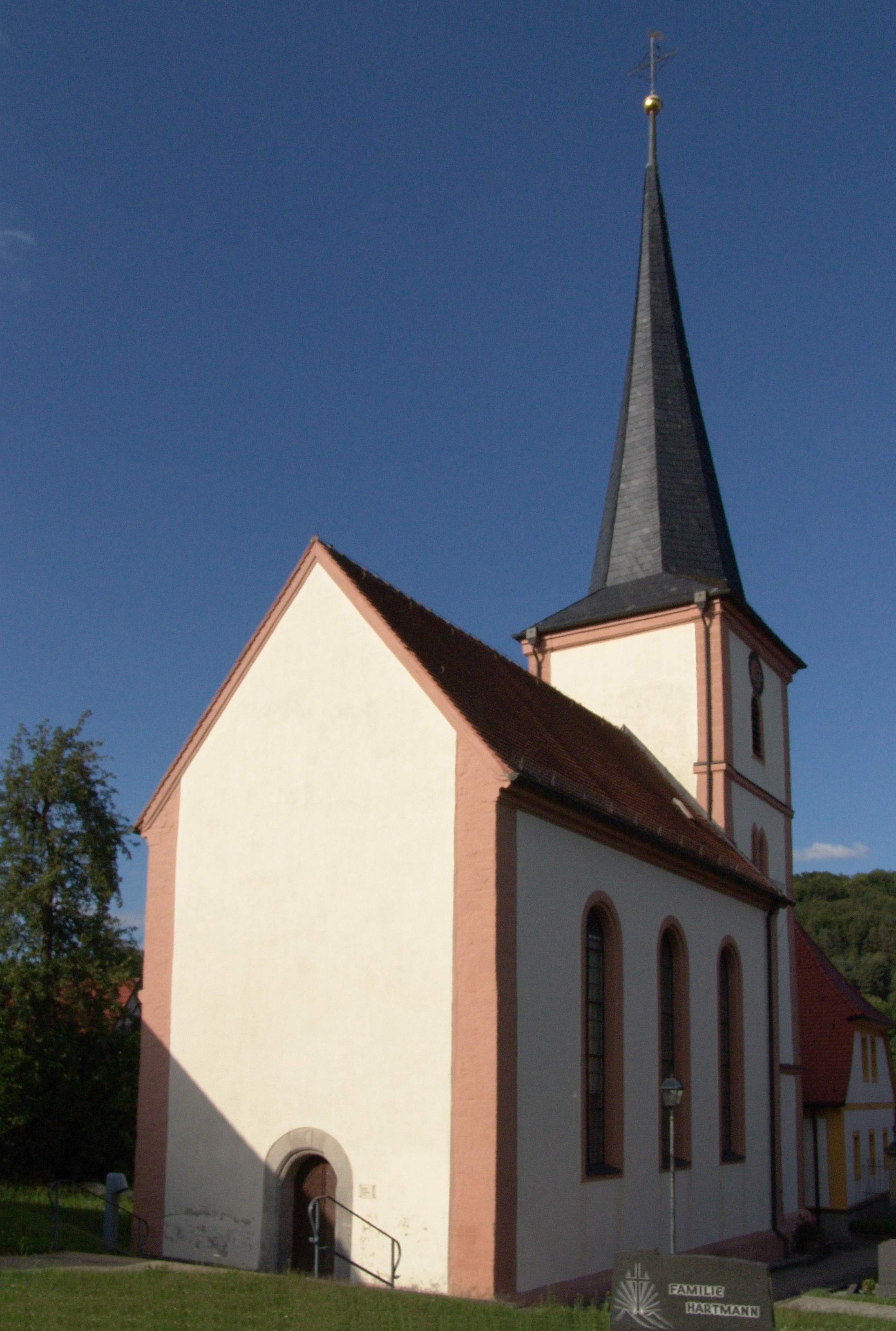
Die Kirche in Füttersee

Die evangelische Kirche St. Laurentius im unterfränkischen Füttersee ist die Pfarrkirche für die kleine Gemeinde. Sie steht inmitten des Dorfes am Kirchweg. Die Kirche ist Teil des Dekanats Castell.

## Geschichte
Die Geschichte der Kirche in Füttersee ist eng mit der der umliegenden Dörfer verbunden. Bereits im 9. Jahrhundert, zur Zeit Karls des Großen, existierte im nahegelegenen Hohenbirkach eine Mönchsiedlung. Eventuell führte der Einfluss dieser Gemeinschaft zum Bau einer kleinen Kapelle in Füttersee selbst. Im weiteren Verlauf des Mittelalters lieferten die Schenkungen der Herren von Weingarten den Grundstock für das Kirchenvermögen der Gemeinde.
Im Jahr 1317 kamen die Mönche des Zisterzienserklosters Ebrach in den Besitz des Dorfes. Unter ihnen begann der Bau der Kirche an der heutigen Stelle. Sie wurde in der Mitte des 14. Jahrhunderts fertiggestellt. Um die Jahrhundertwende zum 16. Jahrhundert erweiterte man das Gebäude erstmals. Bald darauf erreichte auch die Reformation den Steigerwaldort. 1527 forderten die Fütterseer und Großbirkacher einen protestantischen Prediger aus Burghaslach an.
Ab diesem Zeitpunkt wurde Füttersee vom nahen Burghaslach aus seelsorgerisch mitbetreut. Die alten, katholischen Herren aus Ebrach versuchten daraufhin das Dorf zurückzuholen. Hierbei wendeten sie auch Gewalt gegen die Bewohner an. Dennoch konnte sich der neue Glaube in dem kleinen Ort festigen. Der Dreißigjährige Krieg verschonte Füttersee, welches versteckt im Steigerwald gelegen ist, weitgehend. Die Kirche musste nicht neu aufgebaut werden.
Erst 1709 machte die Platznot eine Erweiterung der Kirche notwendig. Bis ins 19. Jahrhundert verblieb Füttersee bei Burghaslach, bis im Jahr 1815 die Pfarrei Rehweiler seelsorgerisch für das Dorf zuständig wurde. Heute ist Füttersee Teil des Dekanats Castell. Das Bayerische Landesamt für Denkmalpflege ordnet das Kirchengebäude als Baudenkmal ein, auch die Ausstattung ist Teil des Denkmals. Ebenso werden die untertägigen Reste von Vorgängerbauten als Bodendenkmal geführt.

## Architektur
Die Kirche präsentiert sich als Chorturmkirche. Ältestes Element ist der geostete Turm aus gotischer Zeit. Das Langhaus wurde im 18. Jahrhundert an den Turm angebaut. Der Turm besitzt drei Geschosse, das oberste ist durch ein außen angebrachtes Gesims als Glockenstuhl erkennbar. Oberhalb der Rundbogenfenster wurden drei Uhren befestigt. Ein Spitzhelm schließt den Turm nach oben hin ab. Das Langhaus wird von drei Rundbogenfenstern auf jeder Seite durchlichtet. Das Portal liegt im Westen.

## Ausstattung

### Flügelaltar

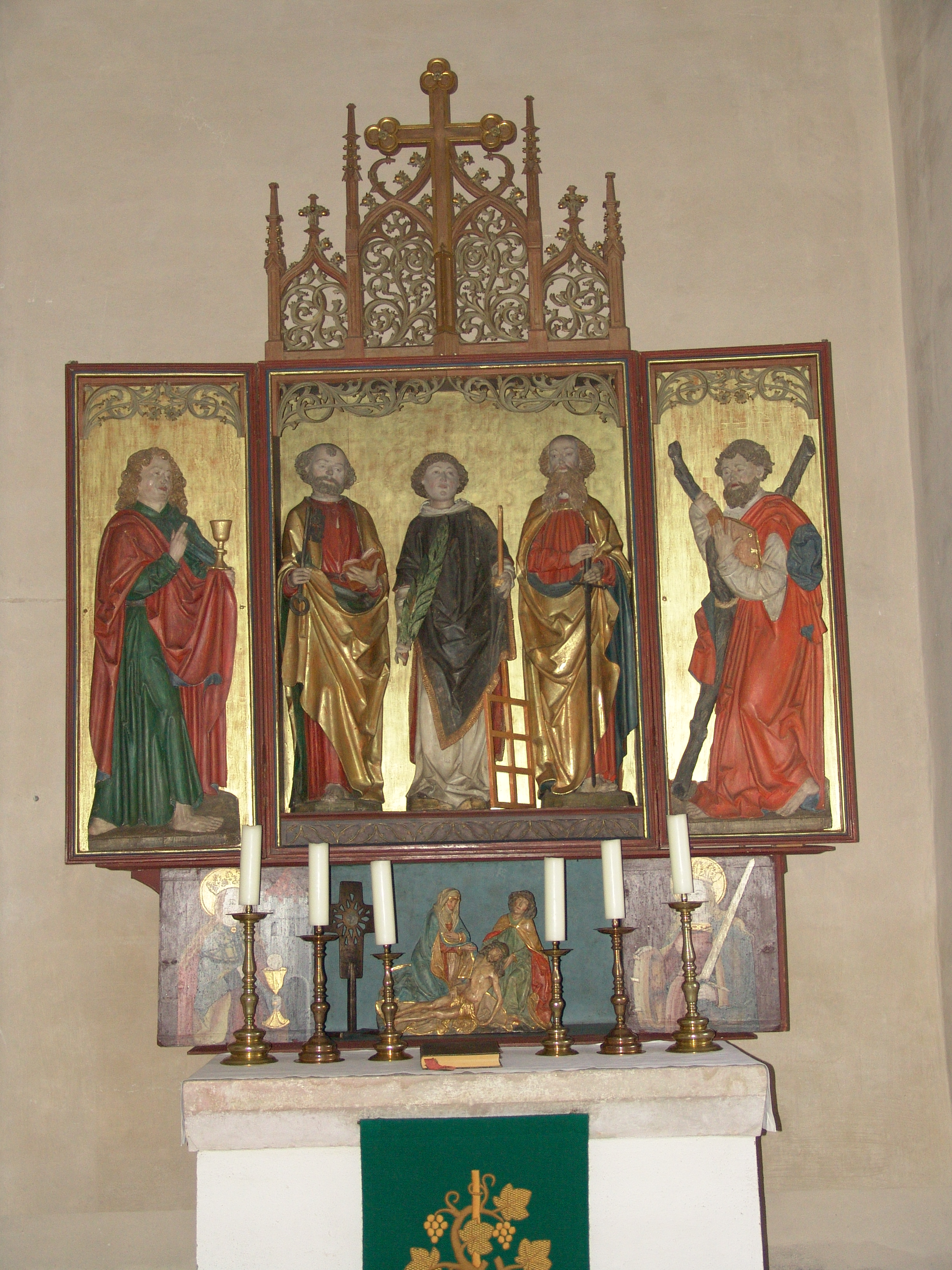
Der Altar im Chor der Kirche

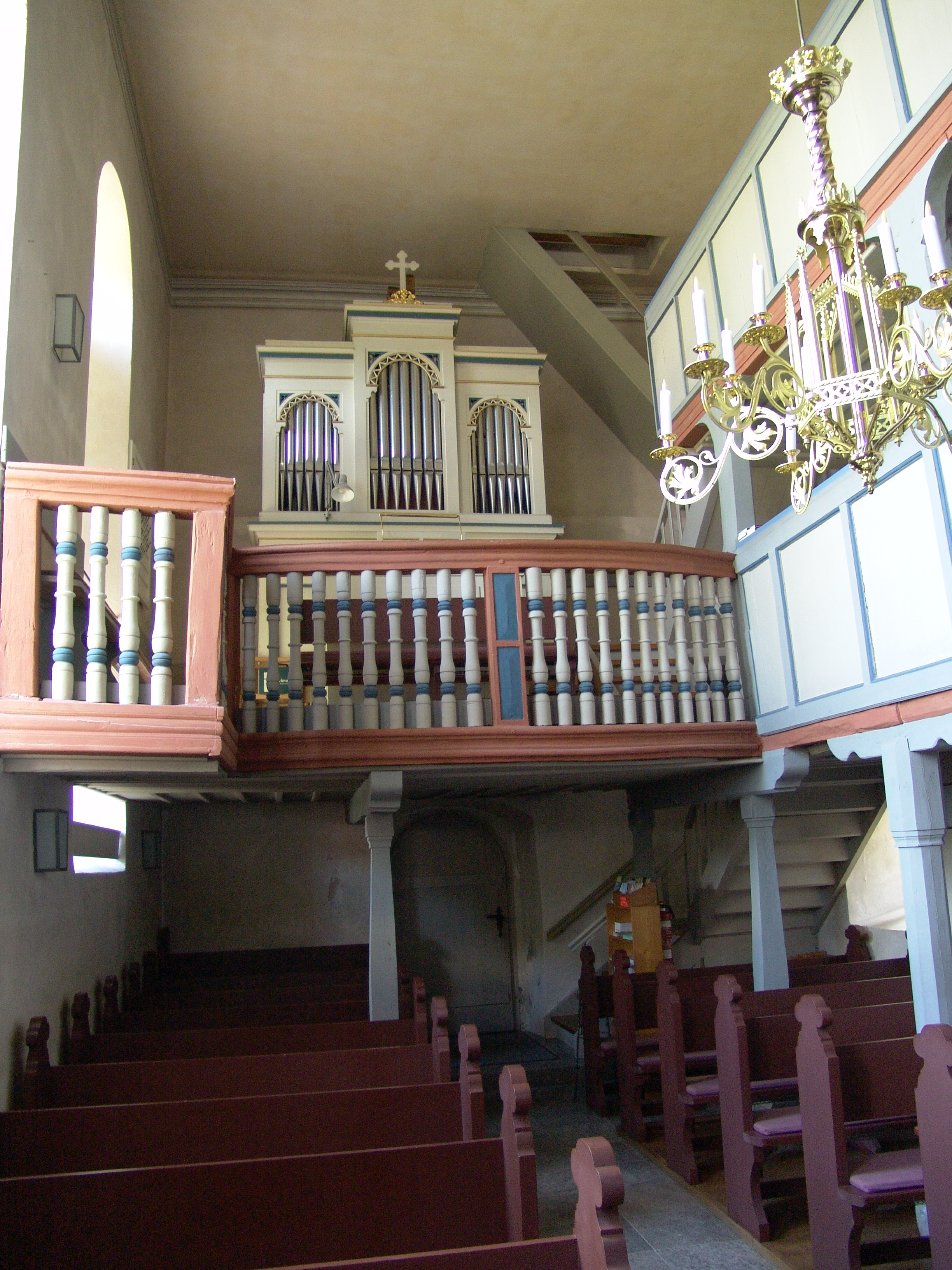
Kirchraum mit Blick zur Orgel

Wertvollstes Element der Ausstattung in der Kirche ist der spätgotische Flügelaltar. Er ähnelt dem in der nahegelegenen Pfarrkirche St. Marien von Abtswind. Die Herkunft des Altars ist umstritten, der Entstehungszeitraum wird auf die Jahre 1500 bis 1510 geschätzt. Während die ältere Literatur von einem Meister aus dem Nürnberger Umfeld Michael Wolgemuts ausgeht, wird der Altar heute dem Würzburger Kreis um Tilman Riemenschneider zugeordnet.
Der Altar präsentiert sich auf einer gemauerten Mensa im Chor der Kirche. Die Predella zeigt die Beweinung des toten Jesus durch Maria und Johannes als plastische Figurengruppe. Es handelt sich hierbei um eine Kopie des Originals von Tilman Riemenschneider, welche ein unbekannter Künstler schuf. Links und rechts von der Predella wurden zwei Holzschnitte angebracht, die die Heiligen Barbara und Katharina zeigen.
Im geöffneten Zustand dominieren annähernd vollrunde Figuren den Altar. Es handelt sich zentral um die Heiligen Laurentius, mit dem Rost, Petrus mit den Schlüsseln und Paulus mit dem Schwert. Auf der linken Seite präsentiert sich der Apostel Johannes mit einem Kelch und der rechten Hand zum Segen erhoben. Rechts ist Andreas mit dem x-förmigen Kreuz zu sehen. Außen sind Szenen aus dem Marienleben dargestellt: So sind die Verkündigung, die Krönung und der Tod Mariens, sowie der Besuch bei Elisabeth hier gearbeitet.

### Weitere Ausstattung
Auf der rechten Seite des Langhauses wurde die Kanzel der Kirche angebracht. Sie kam im Jahr 1709 im Zuge der barocken Umgestaltung in die Kirche. Es handelt sich um eine rustikale Holzausführung. Die Kanzel ruht auf einer breiten, gedrehten Säule. Ebenso wurden verzierte Seitenfelder als Zier an der Kanzel angebracht. Auf der linken Seite des Langhauses erhebt sich der Taufstein aus dem Jahr 1860. Er weist neogotisches Maßwerk auf. Die Orgel wurde 1860 von dem Orgelbauer Johann Michael Bittner aus Nürnberg erbaut. Sie besitzt 8 Register auf einem Manual und Pedal und mechanische Trakturen.